# Trie-sur-Baïse

Trie-sur-Baïse este o comună în departamentul Hautes-Pyrénées din sudul Franței. În 2009 avea o populație de 1.080 de locuitori.

## Evoluția populației
| An        | 1975  | 1982  | 1990  | 1999  | 2006  | 2009  |
| --------- | ----- | ----- | ----- | ----- | ----- | ----- |
| Populație | 1.096 | 1.075 | 1.011 | 1.034 | 1.093 | 1.080 |